# Fucales

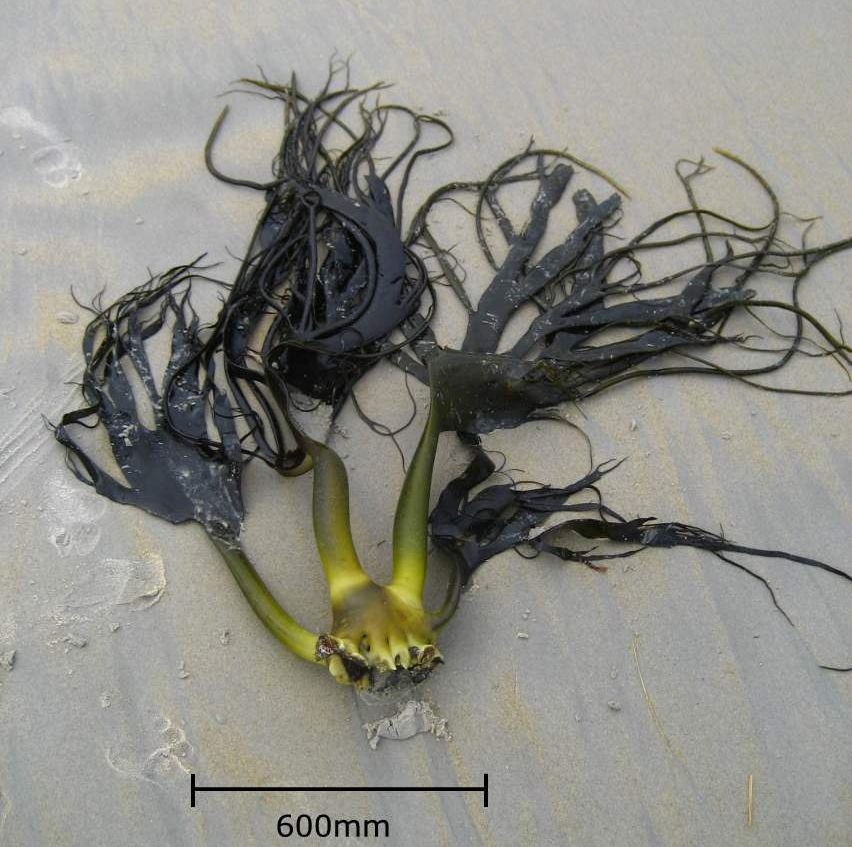
Durvillaea antarctica, Durvillaeacaee

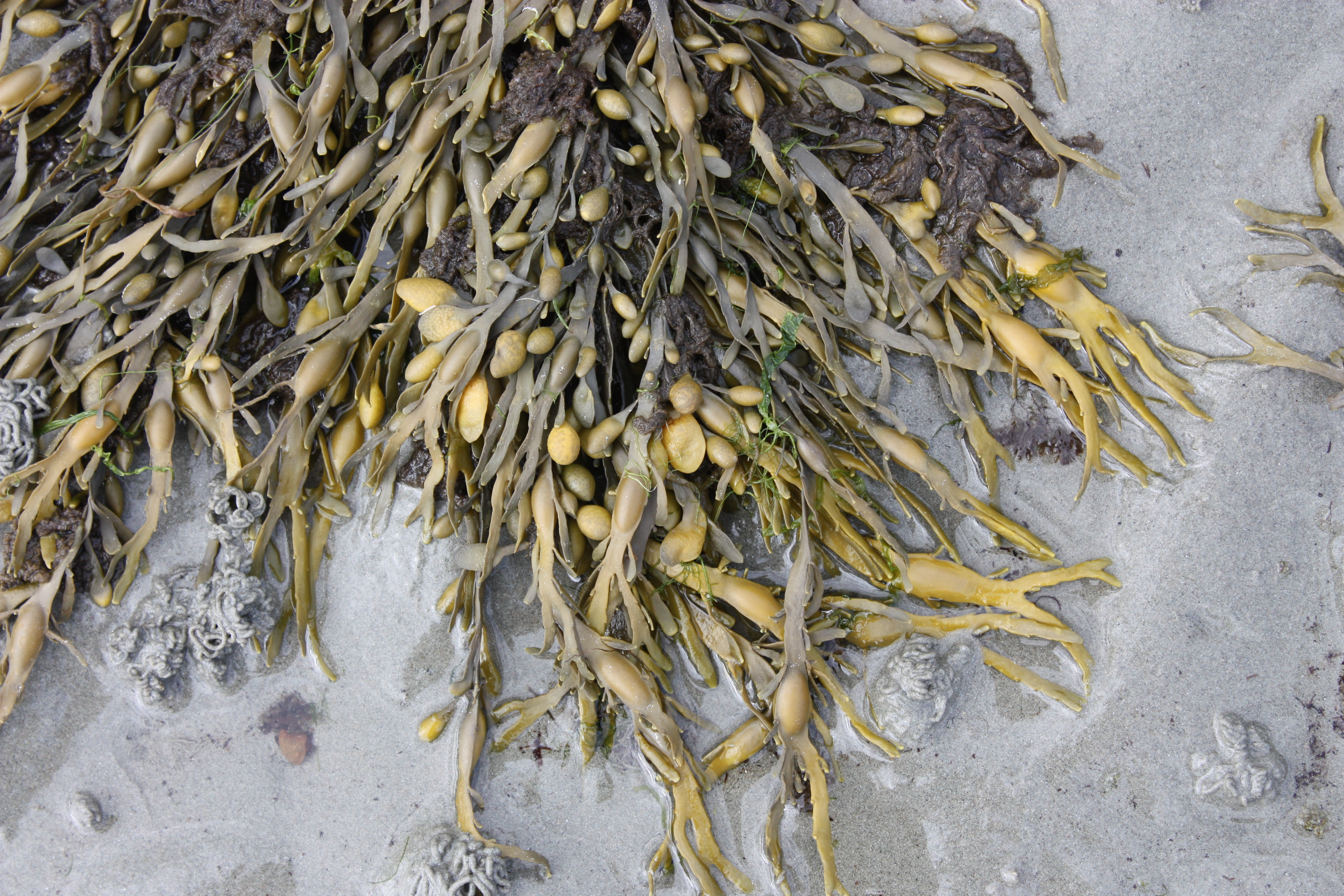
Knotentang (Ascophyllum nodosum), Fucaceae

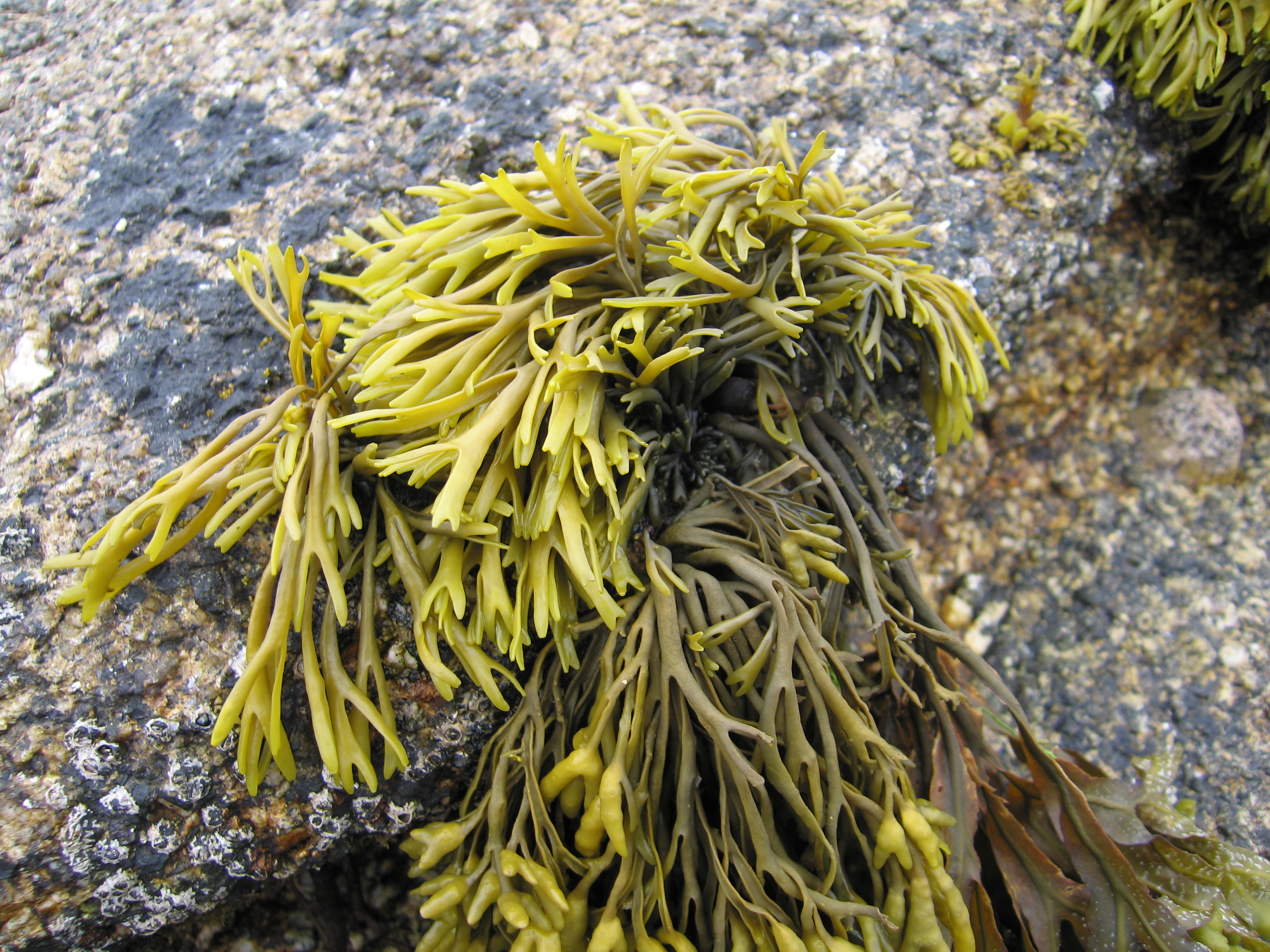
Rinnentang (Pelvetia canaliculata), Fucaceae

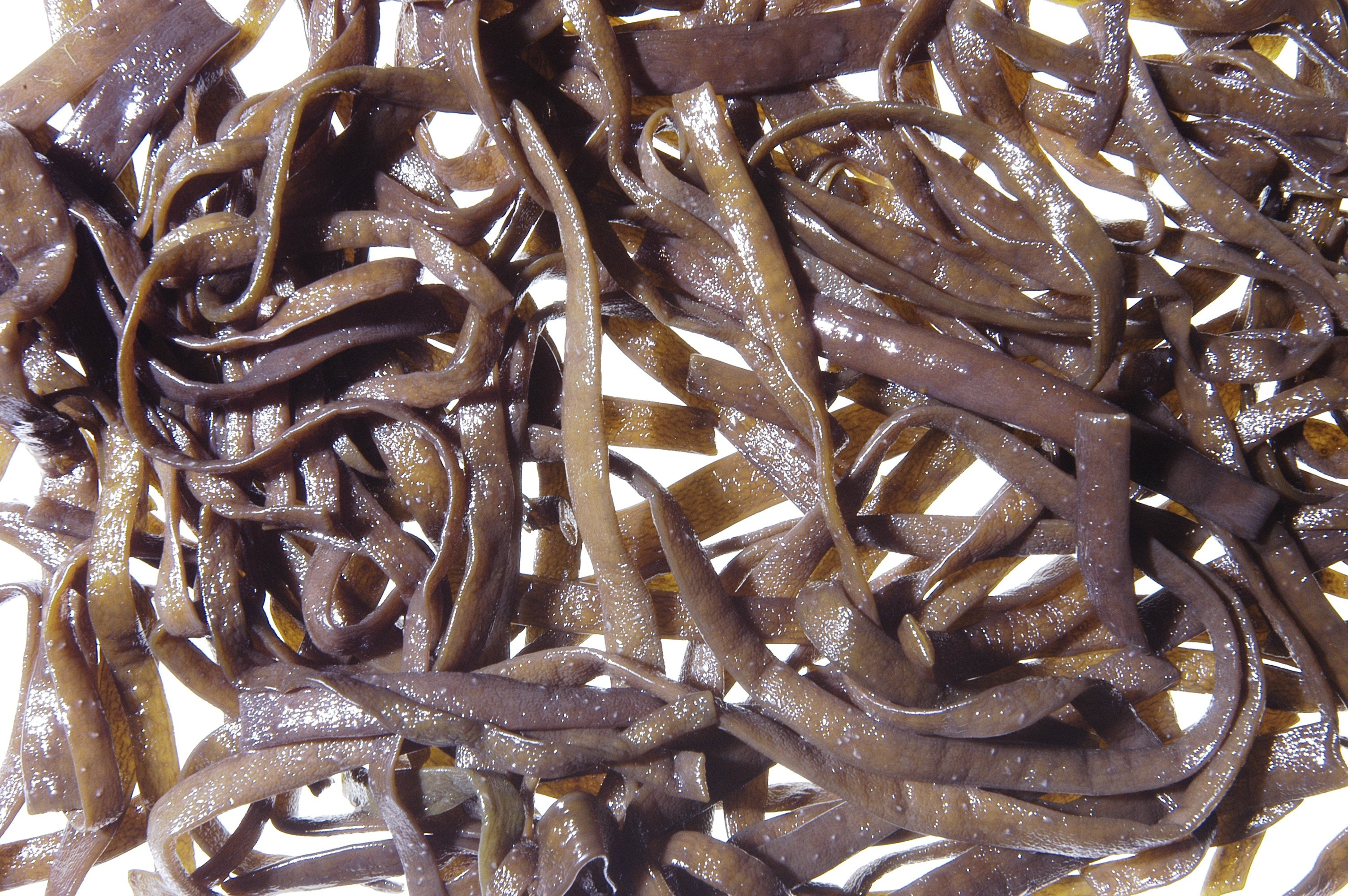
Riementang (Himanthalia elongata), Himanthaliaceae

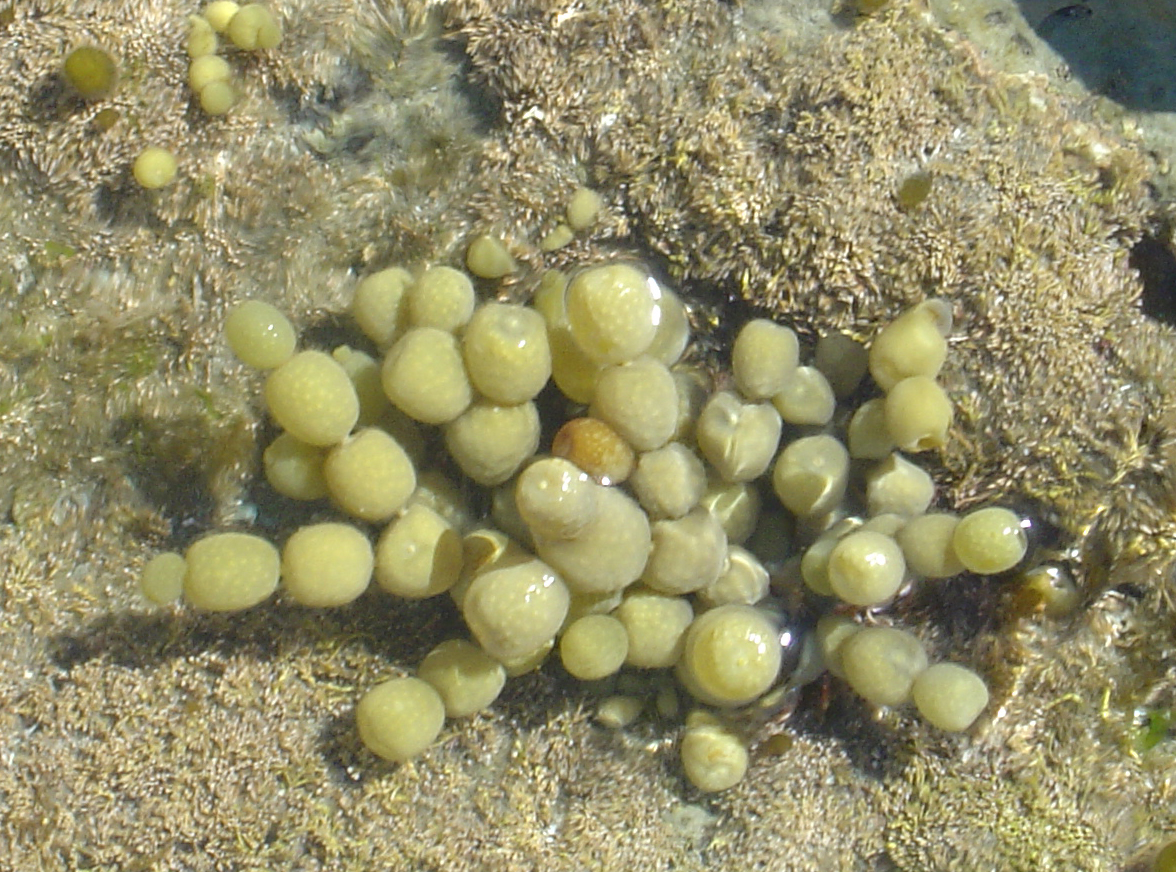
Hormosira banksii, Hormosiraceae

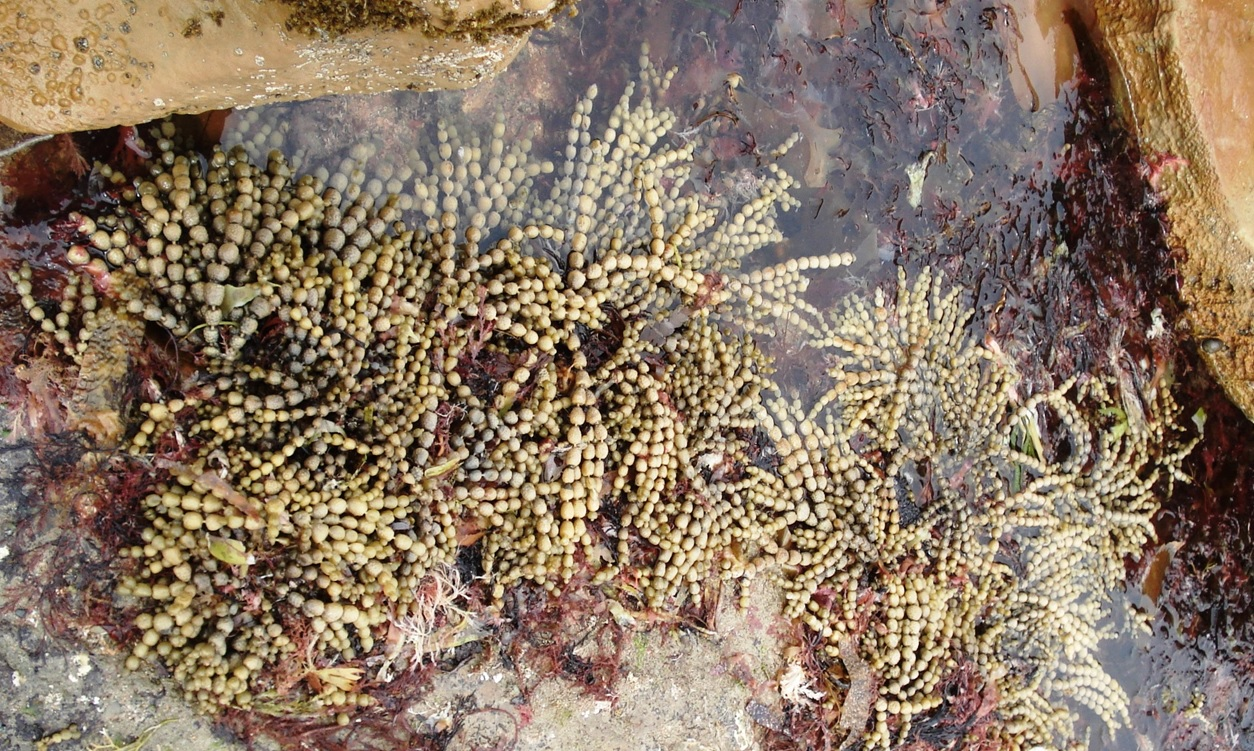
Ausgewachsene Exemplare von Hormosira banksii bei Ebbe (Katiki Boulders / Neuseeland)

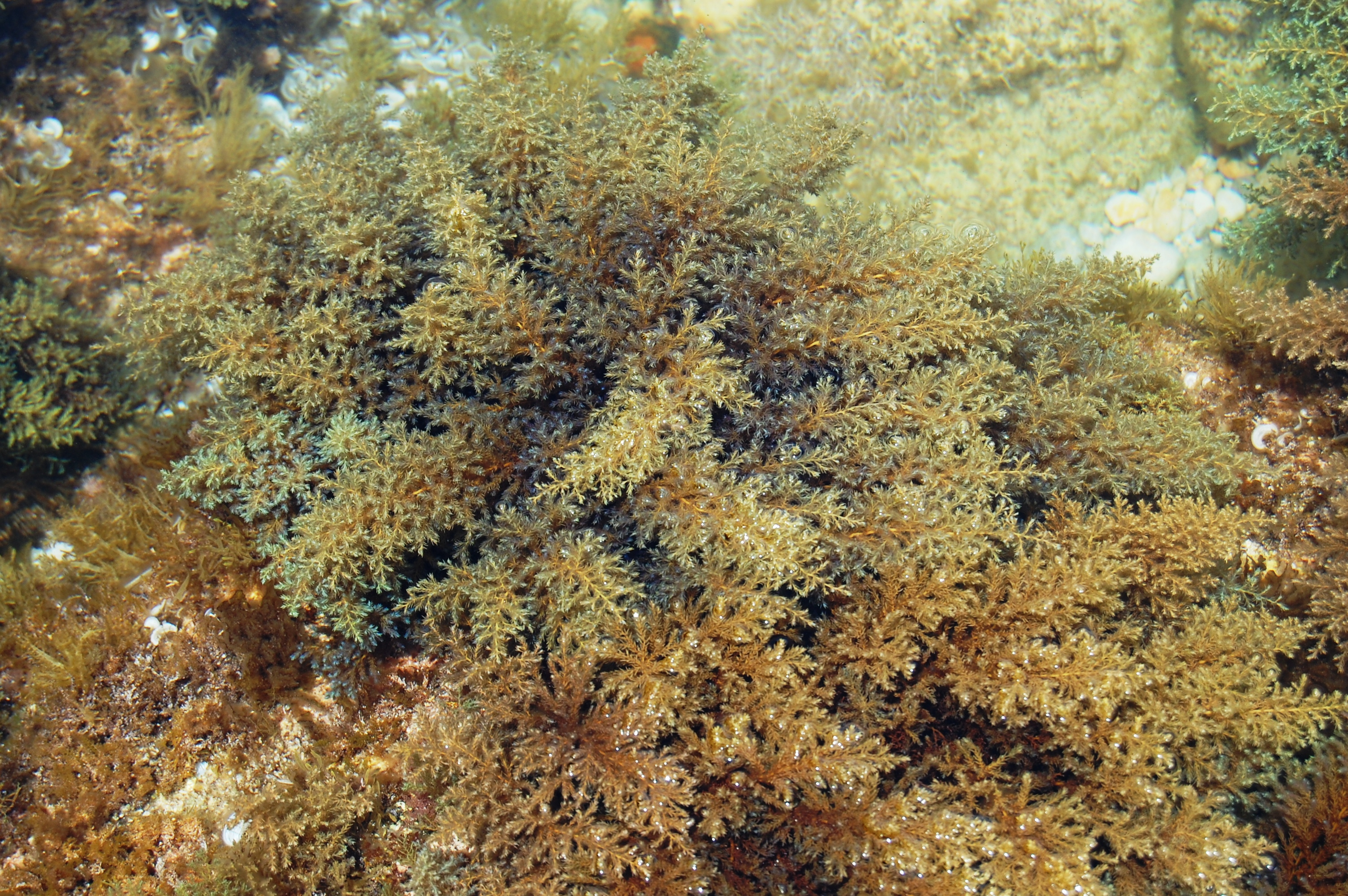
Cystoseira sp., Sargassaceae

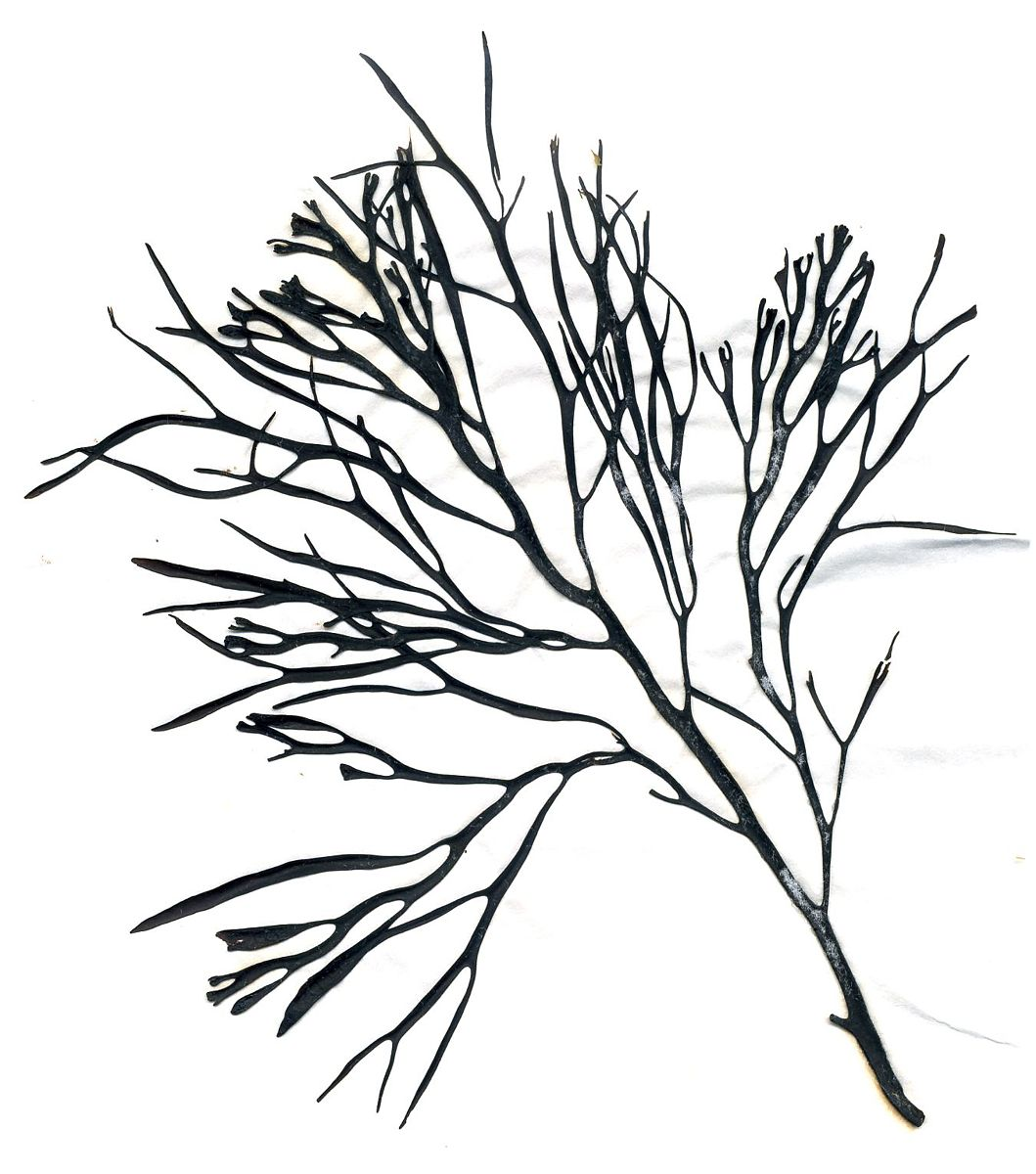
Schotentang (Halidrys siliquosa), Sargassaceae

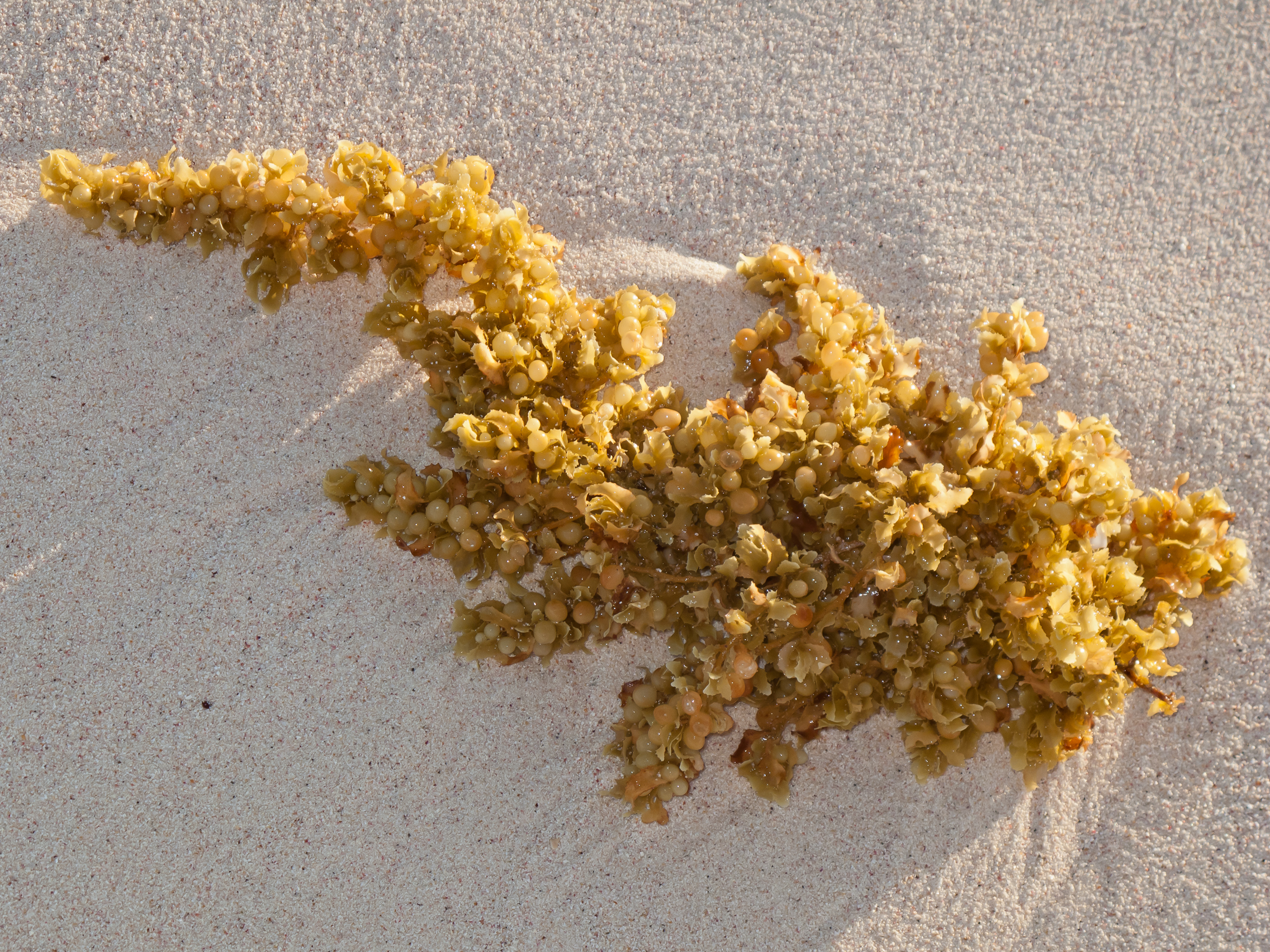
Sargassum sp., Sargassaceae

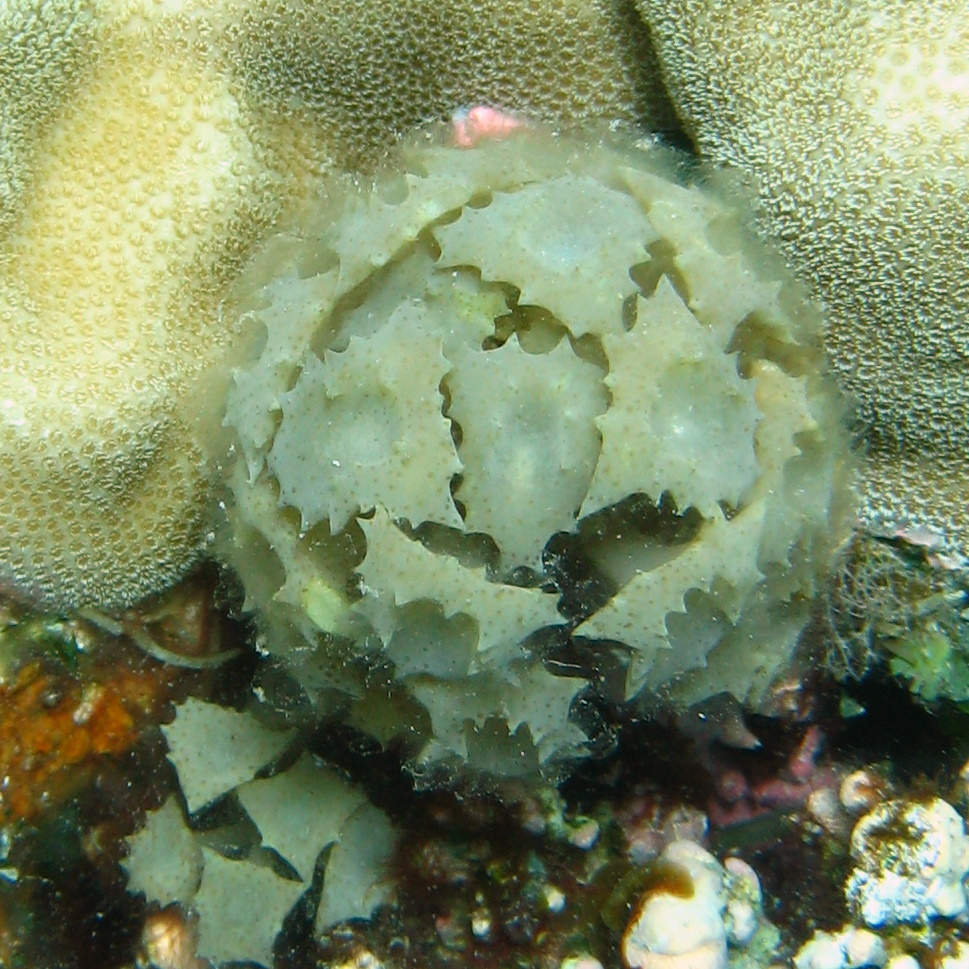
Turbinaria triquetra, Sargassaceae

Die Fucales sind eine artenreiche Gruppe der Braunalgen. Zu ihnen gehören viele als Seetang bezeichnete Arten.

## Beschreibung
Die Fucales umfassen Makroalgen mit echter Gewebebildung, die meist mehrjährig sind. Der derbe, lederartige Thallus ist entweder gabelig geteilt oder unregelmäßig verzweigt. Er kann bei manchen Arten über einen Meter lang werden. Das Wachstum findet an den Thallusenden statt. Einige Arten besitzen Schwimmblasen, die im Wasser für Auftrieb sorgen. Arten der Gezeitenzone sind durch eine Schleimschicht (Fucoidin) vor Austrocknung geschützt.
Zellbiologisch sind die Fucales durch mehrere verstreute discoidale Plastiden und fehlende Pyrenoide gekennzeichnet.

### Fortpflanzung
Die Fucales sind Diplonten ohne Generationswechsel. In den Keimzellenbehältern (Konzeptakeln) entstehen die Gameten durch Meiose und eine unterschiedliche Anzahl von Mitosen. Diese wenigen durch Mitose entstandenen Zellen entsprechen einem extrem reduzierten Gametophyten. Fast immer werden unbewegliche Eizellen und bewegliche Spermatozoiden gebildet (Oogamie). Die nach vorne gerichtete Flimmergeißel der Spermatozoiden ist kürzer als die hintere glatte Geißel. Die Spermatozoiden werden durch ein Pheromon von den Eizellen angelockt. Nach der Befruchtung setzt die Zygote sich fest und wächst zu einer neuen diploiden Alge heran.

## Vorkommen
Die Fucales sind weltweit in den Meeren verbreitet. Sie gehören überwiegend zum Benthos und wachsen in der Gezeitenzone oder im Sublitoral auf dem Felssockel der Küsten. Einige Arten der in wärmeren Meeren verbreiteten Golftange treiben auch frei im Oberflächenwasser (Sargassum natans und Sargassum fluitans).

## Systematik
Die Fucales wurden 1827 von Jean Baptiste Bory de Saint-Vincent aufgestellt. Dieses Taxon ist nach den Ectocarpales die zweit-artenreichste Gruppe der Braunalgen. Nach Guiry in AlgaeBASE (2014) umfasst sie 9 Untertaxa (ehemals Familien) mit etwa 528 Arten. Darunter gehören allein etwa 337 Arten zur Gattung der Golftange (Sargassum).
- Bifurcariopsidaceae Cho, Rousseau, de Reviers & Boo, mit nur einer Gattung:
  - Bifurcariopsis, mit der einzigen Art
    - Bifurcariopsis capensis (Aresch.) Papenfuss
- Durvillaeaceae (Oltmanns) de Toni, mit nur einer Gattung:
  - Durvillaea Bory de Saint-Vincent, mit 5 Arten, darunter:
    - Durvillaea antarctica
- Fucaceae Adanson, mit 6 Gattungen und 26 Arten:
  - Ascophyllum Stackh., mit der einzigen Art
    - Knotentang (Ascophyllum nodosum (L.) Le Jolis)

  - Fucus L., mit 18 Arten, beispielsweise
    - Sägetang (Fucus serratus L.)
    - Spiraltang (Fucus spiralis L.)
    - Blasentang (Fucus vesiculosus L.)

  - Hesperophycus Setchell & Gardner, mit der einzigen Art
    - Hesperophycus californicus P. C. Silva

  - Pelvetia Decaisne & Thuret, mit der einzigen Art
    - Rinnentang (Pelvetia canaliculata (L.) Decaisne & Thuret)

  - Pelvetiopsis N. L. Gardner, mit 2 Arten
  - Silvetia E. Serrão, T. O. Cho, S. M. Boo & S. H. Brawley, mit 3 Arten
- Himanthaliaceae (Kjellm.) de Toni, mit nur einer Gattung:
  - Himanthalia Lyngb., mit der einzigen Art
    - Riementang (Himanthalia elongata (L.) S. F. Gray)
- Hormosiraceae Fritsch, mit nur einer Gattung:
  - Hormosira (Endlichter) Meneghini, mit der einzigen Art
    - Hormosira banksii (Turn.) Decaisne
- Notheiaceae O. C. Schmidt, mit nur einer Gattung:
  - Notheia Harvey & Bailey, mit der einzigen Art
    - Notheia anomala Harvey & Bailey
- Sargassaceae Kützing, mit 31 Gattungen und etwa 483 Arten:
  - Acrocarpia Aresch., mit 2 Arten
  - Anthophycus Kützing, mit der einzigen Art
    - Anthophycus longifolius (Turn.) Kützing

  - Axillariella P. C. Silva, mit der einzigen Art
    - Axillariella constricta (J. Agardh) P. C. Silva

  - Bifurcaria Stackh., mit 2 Arten
  - Brassicophycus Draisma, Ballesteros, F. Rousseau & T. Thibaut, mit der einzigen Art
    - Brassicophycus brassicaeformis (Kützing) Draisma, Ballesteros, F. Rousseau & T. Thibaut

  - Carpoglossum Kützing, mit der einzigen Art
    - Carpoglossum confluens (R. Brown ex Turn.) Kützing

  - Carpophyllum Greville, mit 6 Arten
  - Caulocystis Aresch., mit 2 Arten
  - Cladophyllum Bula-Meyer, mit der einzigen Art
    - Cladophyllum schnetteri Bula-Meyer

  - Coccophora Greville, mit der einzigen Art
    - Coccophora langsdorfii (Turn.) Greville

  - Cystophora J. Agardh, mit 28 Arten
  - Cystophyllum J. Agardh, mit der einzigen Art
    - Cystophyllum hildebrandtii Grunow

  - Cystoseira C. Agardh, mit 37 Arten
  - Halidrys Lyngb., mit 2 Arten, unter anderem
    - Schotentang (Halidrys siliquosa (L.) Lyngb.)

  - Hormophysa Kützing, mit der einzigen Art
    - Hormophysa cuneiformis (J. F. Gmelin) P. C. Silva

  - Landsburgia Harvey, mit 3 Arten
  - Myagropsis Kützing, mit der einzigen Art
    - Myagropsis myagroides (Mertens ex Turn.) Fensholt

  - Myriodesma Decaisne, mit 8 Arten
  - Nizamuddinia P. C. Silva, mit der einzigen Art
    - Nizamuddinia zanardinii (Schiffner) P. C. Silva

  - Oerstedtia Trevisan, mit der einzigen Art
    - Oerstedtia scalaris (Suhr) Jensen

  - Palaeohalidrys N. L. Gardner, mit der einzigen Art
    - Palaeohalidrys californica N. L. Gardner

  - Phyllotricha Aresch., mit 3 Arten
  - Platythalia Sonder, mit 2 Arten
  - Polycladia Montagne, mit 3 Arten
  - Sargassopsis Trevisan, mit 3 Arten
  - Golftange (Sargassum C. Agardh), mit 337 Arten, beispielsweise
    - Sargassum muticum (Yendo) Fensholt

  - Scaberia Greville, mit der einzigen Art
    - Scaberia agardhii Greville

  - Sirophysalis Kützing, mit 2 Arten
  - Stephanocystis Trevisan, mit 7 Arten
  - Stolonophora Nizamuddin, mit der einzigen Art
    - Stolonophora brandegeei (Setchell & Foslie) Nizamuddin

  - Turbinaria J. V. Lamouroux, mit 22 Arten
- Seirococcaceae Nizamuddin, mit 5 Gattungen und 8 Arten:
  - Cystosphaera Skottsberg, mit der einzigen Art
    - Cystosphaera jacquinotii (Montagne) Skottsberg

  - Marginariella Tandy, mit 3 Arten
  - Phyllospora C. Agardh, mit der einzigen Art
    - Phyllospora comosa (Labillardière) C. Agardh

  - Scytothalia Greville, mit 2 Arten
  - Seirococcus Greville, mit der einzigen Art
    - Seirococcus axillaris (R. Brown ex Turn.) Greville
- Xiphophoraceae Cho, Rousseau, de Reviers & Boo, mit der einzigen Gattung:
  - Xiphophora Montagne, mit 2 Arten

## Nutzung
Aus mehreren Arten werden Alginate gewonnen, beispielsweise aus Knotentang und den Fucus-Arten. Der Seetang-Extrakt wird für Kosmetikprodukte genutzt. Als Tangbäder werden die getrockneten Algen in der Thalassotherapie eingesetzt. Der Blasentang dient auch als Heilmittel.